# Parker City
Parker City és una població dels Estats Units a l'estat d'Indiana. Segons el cens del 2000 tenia 1.416 habitants.

## Demografia
Segons el cens del 2000, Parker City tenia 1.416 habitants, 549 habitatges, i 390 famílies. La densitat de població era de 943,6 habitants/km².
Dels 549 habitatges en un 33,7% hi vivien nens de menys de 18 anys, en un 54,5% hi vivien parelles casades, en un 13,5% dones solteres, i en un 28,8% no eren unitats familiars. En el 24,2% dels habitatges hi vivien persones soles el 10,4% de les quals corresponia a persones de 65 anys o més que vivien soles. El nombre mitjà de persones vivint en cada habitatge era de 2,45 i el nombre mitjà de persones que vivien en cada família era de 2,91.
Per edats la població es repartia de la següent manera: un 24,9% tenia menys de 18 anys, un 8,1% entre 18 i 24, un 28,4% entre 25 i 44, un 21,8% de 45 a 60 i un 16,9% 65 anys o més.
L'edat mediana era de 38 anys. Per cada 100 dones de 18 o més anys hi havia 80,3 homes.
La renda mediana per habitatge era de 34.500 $ i la renda mediana per família de 38.984 $. Els homes tenien una renda mediana de 31.875 $ mentre que les dones 20.909 $. La renda per capita de la població era de 16.552 $. Entorn del 9,9% de les famílies i el 12,8% de la població estaven per davall del llindar de pobresa.

## Poblacions més properes
El següent diagrama mostra les poblacions més properes.